# Prudence Castori
Prudence Castori est une bienheureuse catholique née à Milan (Italie) et morte en 1492.

## Biographie
Elle fonda un couvent d'Augustines à Côme (Italie) dont elle devint abbesse.
Elle est fêtée le 6 mai.

## Dicton
« À la sainte Prudence, s'il fait du vent, les moutons dansent ».